# Darganata
Darganata (en turcomano: Darganata; en ruso: Дарганата), conocida entre 2003 y 2017 como Birata (en ruso: Бирата), es una ciudad de Turkmenistán que capital del distrito de Darganata en la provincia de Lebap.

## Toponimia
El nombre Darganata tiene un origen desconocido. Atanyyazow especula que Dargan podría provenir de una raíz de origen árabe que se refiere a "barco" o "casco" (la ciudad está a orillas del río Amu Daria), pero encuentra inexplicable el sufijo ata (significa "padre"). Paul Brummell nota que Darganata ha sido interpretado por algunos como "la tribu ata dividida"; esto provocó el cambio de nombre a Birata que significa "'tribu ata unida".

## Geografía
Darganata se encuentra en la fértil llanura aluvial del río Amu Daria y limita directamente con la zona desértica del sur, cerca de la frontera con la provincia de Bujará de Uzbekistán.
| Parámetros climáticos promedio de Darganata           | Parámetros climáticos promedio de Darganata | Parámetros climáticos promedio de Darganata | Parámetros climáticos promedio de Darganata | Parámetros climáticos promedio de Darganata | Parámetros climáticos promedio de Darganata | Parámetros climáticos promedio de Darganata | Parámetros climáticos promedio de Darganata | Parámetros climáticos promedio de Darganata | Parámetros climáticos promedio de Darganata | Parámetros climáticos promedio de Darganata | Parámetros climáticos promedio de Darganata | Parámetros climáticos promedio de Darganata | Parámetros climáticos promedio de Darganata |
| Mes                                                   | Ene.                                        | Feb.                                        | Mar.                                        | Abr.                                        | May.                                        | Jun.                                        | Jul.                                        | Ago.                                        | Sep.                                        | Oct.                                        | Nov.                                        | Dic.                                        | Anual                                       |
| ----------------------------------------------------- | ------------------------------------------- | ------------------------------------------- | ------------------------------------------- | ------------------------------------------- | ------------------------------------------- | ------------------------------------------- | ------------------------------------------- | ------------------------------------------- | ------------------------------------------- | ------------------------------------------- | ------------------------------------------- | ------------------------------------------- | ------------------------------------------- |
| Temp. máx. abs. (°C)                                  | 20.1                                        | 25.6                                        | 32.6                                        | 38                                          | 41.9                                        | 48.6                                        | 50.3                                        | 47.3                                        | 41.5                                        | 34.8                                        | 26.7                                        | 19.9                                        | 50.3                                        |
| Temp. media (°C)                                      | -1.3                                        | 1.4                                         | 7.6                                         | 16.2                                        | 22.4                                        | 27                                          | 29.3                                        | 26.7                                        | 20.9                                        | 14.0                                        | 6.7                                         | 1.9                                         | 15.3                                        |
| Temp. mín. abs. (°C)                                  | -24                                         | -19.3                                       | -8.5                                        | 2.5                                         | 6.7                                         | 12.4                                        | 15                                          | 11.2                                        | 6.3                                         | 0.5                                         | -10.5                                       | -19.7                                       | -24                                         |
| Fuente: http://www.pogodaiklimat.ru/history/38545.htm |                                             |                                             |                                             |                                             |                                             |                                             |                                             |                                             |                                             |                                             |                                             |                                             |                                             |

## Historia
La ciudad se desarrolló a partir del asentamiento Jorezm de Dargan; sin embargo, la ciudad moderna se encuentra a unos 3 km al norte. No existe nada de Dargan-Ata, excepto el perímetro de la pared y el mausoleo de Darganata, que se cree que alberga la tumba de Abu Muslim.
El estado de un asentamiento de tipo urbano desde 1966. Hasta el 14 de mayo de 2003, se llamó Dargan-Ata y ese año se renombró como Birata. Darganata fue ascendida a la categoría de ciudad el 27 de julio de 2016 por Resolución Parlamentaria No. 425-V, y su antiguo nombre de Darganata fue restaurado el 5 de noviembre de 2017.

## Demografía
| 668                                    | 1791 | 4178 | 5831 | 7212 |
| (Fuente: Censo soviético de 1959-1989) |      |      |      |      |